# Josef Weiss (Komponist)

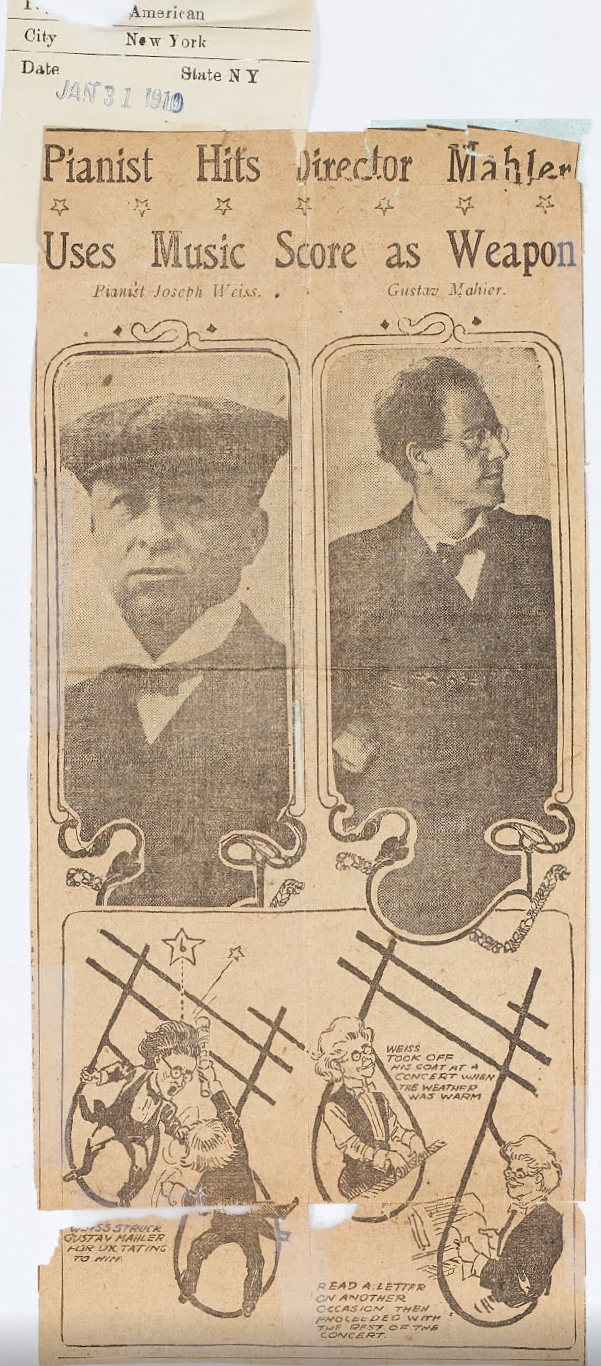
Porträts und Karikatur: Der Pianist Josef Weiss „schlägt Direktor Mahler [und] benutzt Partitur als Waffe“;
Zeitungsausschnitt vom 31. Januar 1910, New York

Josef Weiss, auch Josef Weiß (geboren 1864 in Košice; gestorben 1945) war ein Pianist und Komponist.

## Leben

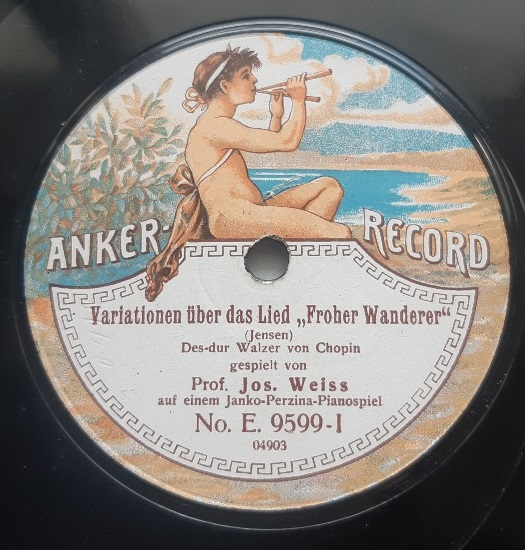
Schellackplatten-Aufkleber: „Anker-Record / Variationen über das Lied ‚Froher Wanderer‘ (Jensen) Des-dur Walzer von Chopin gespielt von Prof. Jos. Weiss auf einem Janko-Perzina-Pianospiel No. E. 9599-I 04903“

Weiss war ein Schüler von Franz Liszt und Robert Volkmann. 1911 gab er zum 100. Geburtstag Liszts ein Klavierkonzert im Perzynasaal in Schwerin. Er lebte lange in Berlin. 1913 schrieb er als einer der ersten Komponisten (zuerst wohl Camille Saint-Saëns mit L’Assassinat du Duc de Guise, Regie André Calmette, 1908) eine originale Filmmusik für den Stummfilm Der Student von Prag. Bei der Filmpremiere im Berliner Mozartsaal am Nollendorfplatz saß er persönlich am Klavier.
Als sogenannte Weiss-Affäre ging sein Name in die Musikgeschichte ein, weil er sich als Pianist Ende Januar 1910 mit Gustav Mahler während einer Konzertprobe unter Gewaltanwendung endgültig zerstritt.